# 플로리다 국제 대학교
플로리다 인터내셔널 대학교(영어: Florida International University)는 미국 플로리다주 마이애미 유니버시티 파크 (University Park)에 메인 캠퍼스를 둔 주립 대학교이다. 55000명의 학생과 3000명의 교수진을 보유하며 미국 전체 7위 규모의 대형 주립 대학교이다. 플로리다 인터내셔널 대학교는 플로리다 주립 대학교 시스템 (State University System of Florida)의 12개 주립대학교 중의 한 곳으로, 플로리다 주정부로부터 선정된 4대 최고 연구중심대학 (Four Preeminent State Research Universities)이며 1965년 설립되었고 현재 총장은 플로리다 부지사 Jeanette Nuñez이며 부총장으로는 직전 총장인 Kenneth A. Jessell 박사이다.
전미 7위 규모의 대형 연구중심 종합대학교로서 연구 활동의 평가 기준에서 "카네기 고등 교육 기관 분류"에 따라 최상위 그룹인 R1 박사 과정 연구 대학으로 분류된다. 월스트리트 저널에서 선정한 2023년 미국의 4위의 공립 대학에 선정됐고 전미 공립 및 사립 대학 중 29위를 차지하였다. U.S. 뉴스 & 월드 리포트에서 선정한 공립대학 전미 46위를 기록했고, 특히 경영대학은 국제경영대학발전협의회로부터 인증을 받은 학교로서, 국제경영과는 미국내 최고의 프로그램인 것으로 유명하며 U.S. 뉴스 & 월드 리포트로부터 국제경영대학원은 2위, 경영대학은 11위로 평가받고 있다. 호텔경영학의 경우에는 전미 6위를 기록했다.
경영학, 공학, 법학, 의학, 간호학, 호텔경영학 등이 대표 전공인 학교로, 현재 건축/예술대학, 문리대학, 경영대학, 교육대학, 공과대학, 법과대학, 의과대학, 간호대학, 보건/사회복지대학, 호텔경영대학, 언론대학 등 11개 단과대학이 있다.
유명 출신인물으로는 세계은행 부총재이자 하버드 케네디스쿨 경제학 교수인 카르멘 라인하트, 이스라엘 UN 대사 대니 대논, 스테파니 번스 다우코닝 회장, 플로리다주 부지사 자넷 누녜스, 미국 할리우드 배우 앤디 가르시아, 엘사 무라노 텍사스A&M대학교 총장, 제임스 오브라이언 UC버클리대 컴퓨터공학과 교수 등이 있다.

## 캠퍼스
전반적으로 마이애미 곳곳에 캠퍼스를 두고 있으며, 크게 University Park에 위치한 메인캠퍼스인 Modesto A. Maidique Campus와 Ritz-Carlton, Four Seasons을 비롯한 세계최고급호텔들과 인접한 Biscayne Bay Campus, 마이애미 다운타운 금융권 지역인 Brickell에 위치한 Downtown Campus로 구성되어 있다. 교수진 및 학생들에게 제공되는 셔틀버스로 캠퍼스간 이동이 가능하다.
의과대학, 간호대학, 공과대학 등 대부분의 전공은 University Park에 위치한 메인캠퍼스, 일부 경영학, 경제학, 금융학, 국제관계학 등은 Downtown Campus, 대표적으로 호텔경영학의 경우 Biscayne Bay Campus에서 이루어진다. 특히 Biscayne Bay Campus의 경우 세계적인 호텔들과 인접해 있기 때문에 각종 인턴 및 채용 관련 프로그램들이 근처 호텔 산업들과 연계되어 운영된다.
이외에도 Patricia and Phillip Frost Art Museum, The Wolfsonian-FIU Museum, Jewish Museum of Florida-FIU 등 South Beach 지역을 포함한 마이애미 전반에 걸쳐 미술관을 보유하고 있다.

University Park Main Campus

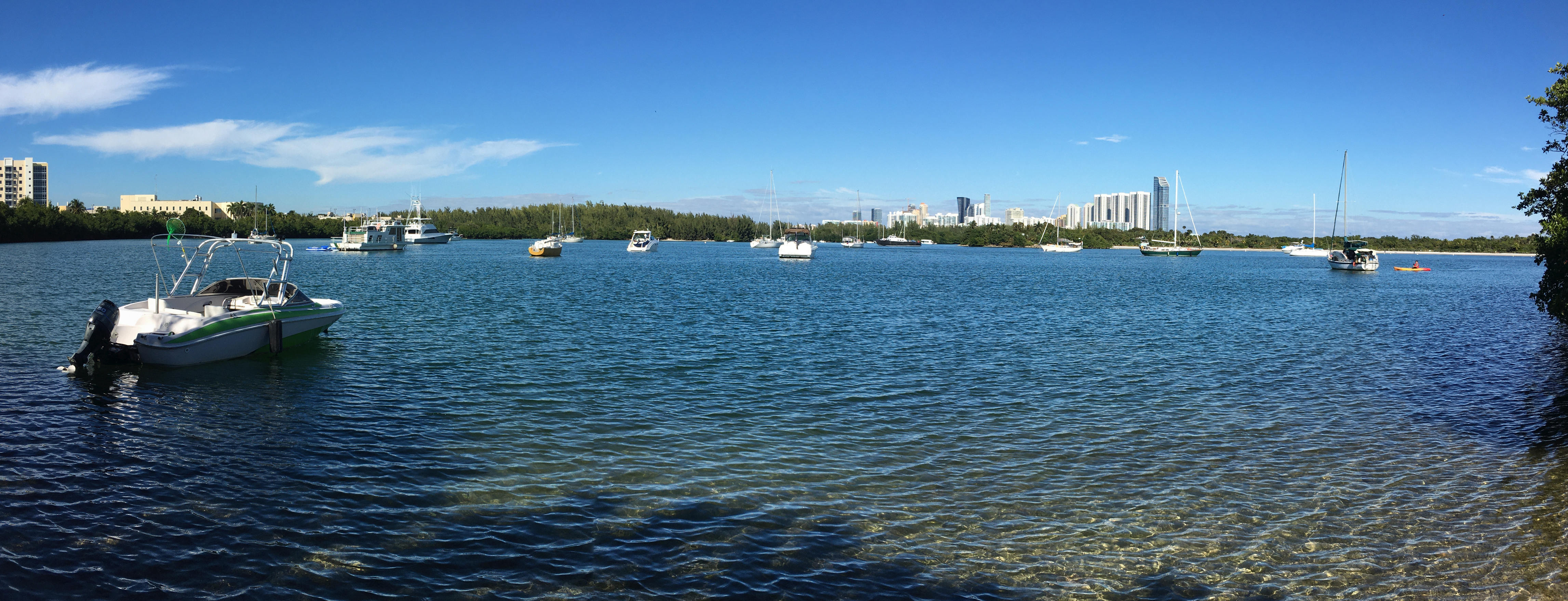
Biscayne Bay

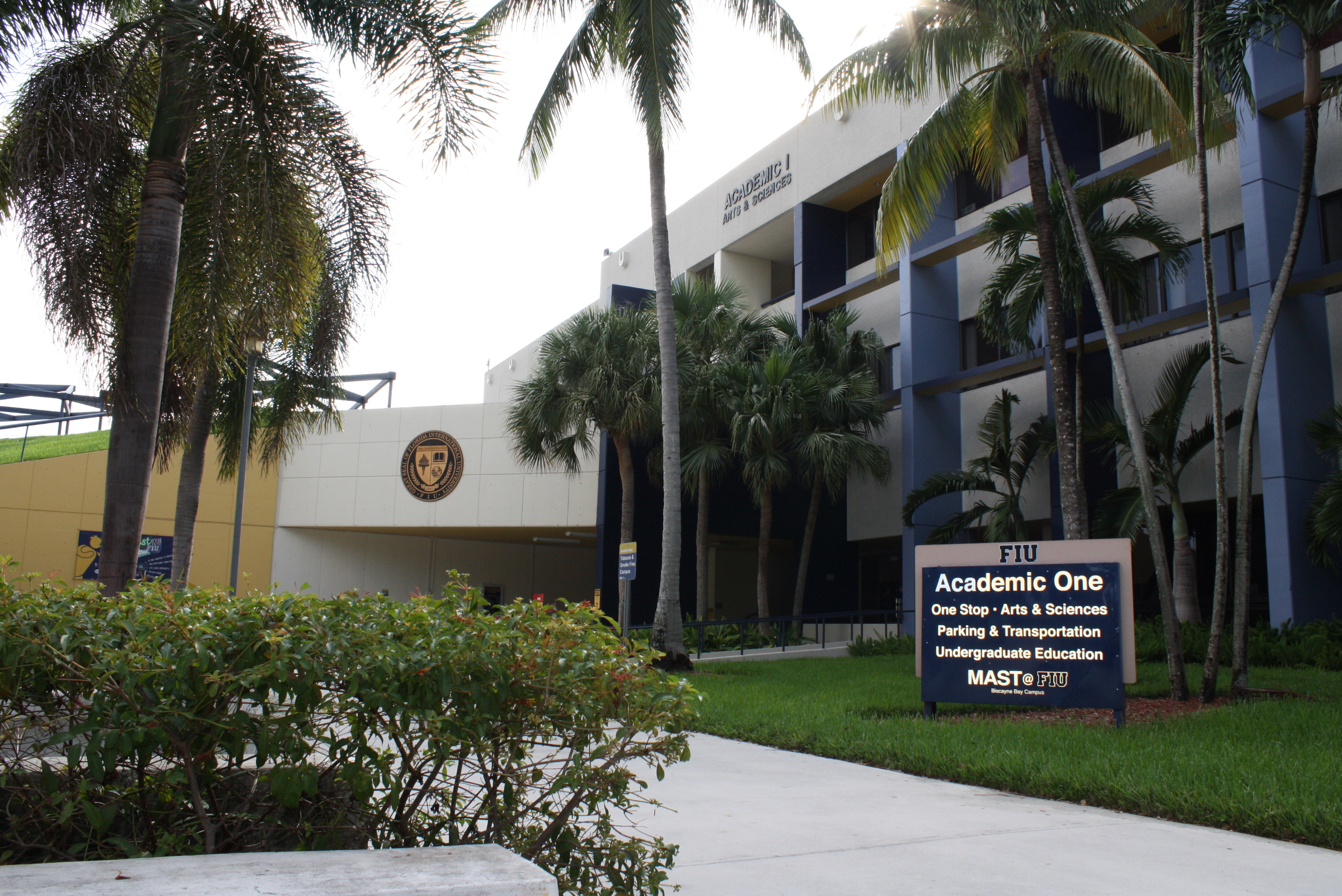
Biscayne Bay Campus

## 구성
- College of Arts, Sciences & Education
- College of Business
- Chaplin School of Hospitality and Tourism Management
- College of Communication, Architecture + The Arts
- College of Engineering & Computing
- Herbert Wertheim College of Medicine
- Honors College
- College of Law
- Nicole Wertheim College of Nursing & Health Sciences
- Robert Stempel College of Public Health & Social Work
- Steven J. Green School of International and Public Affairs

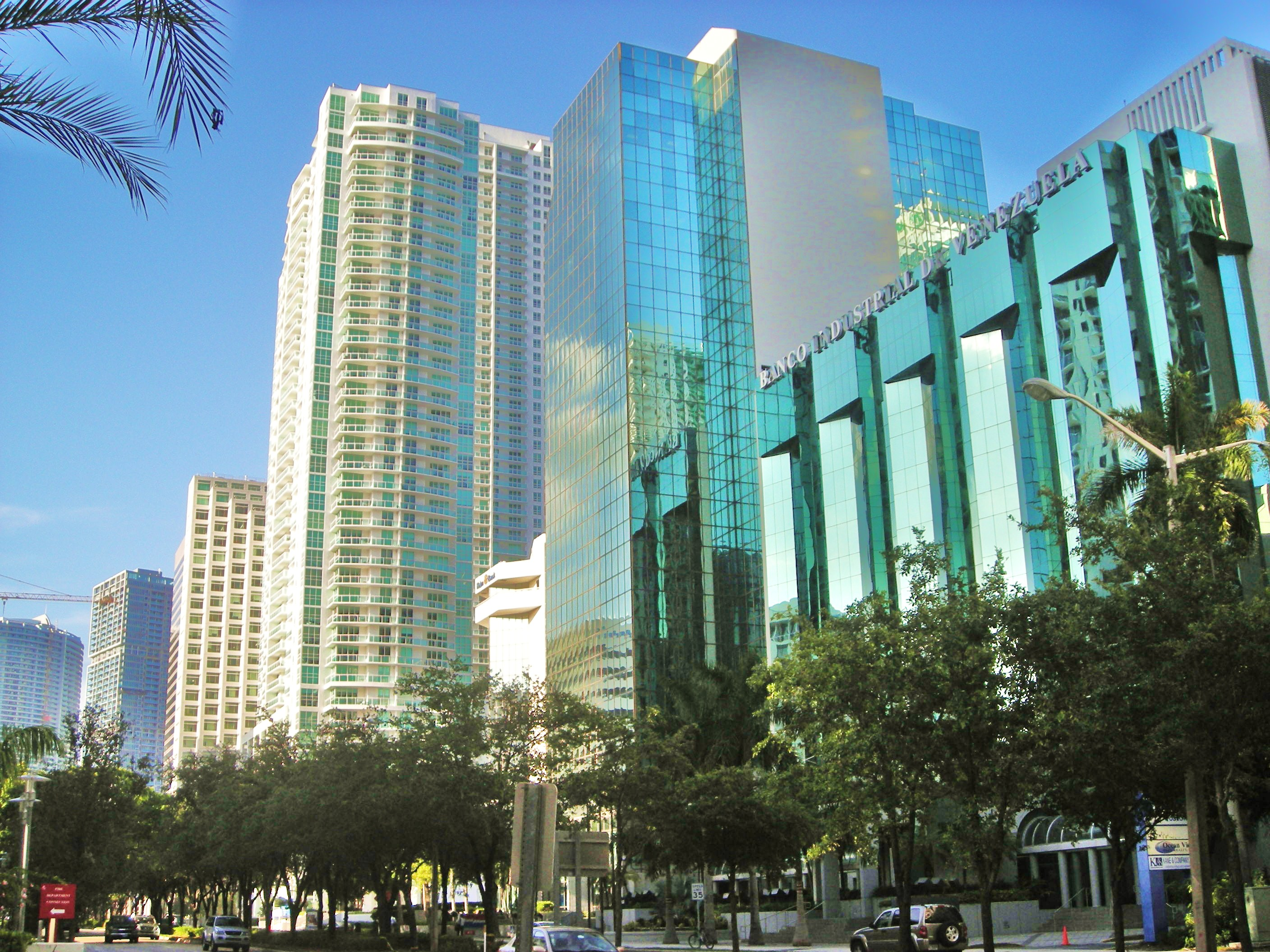
FIU Brickell Downtown Campus

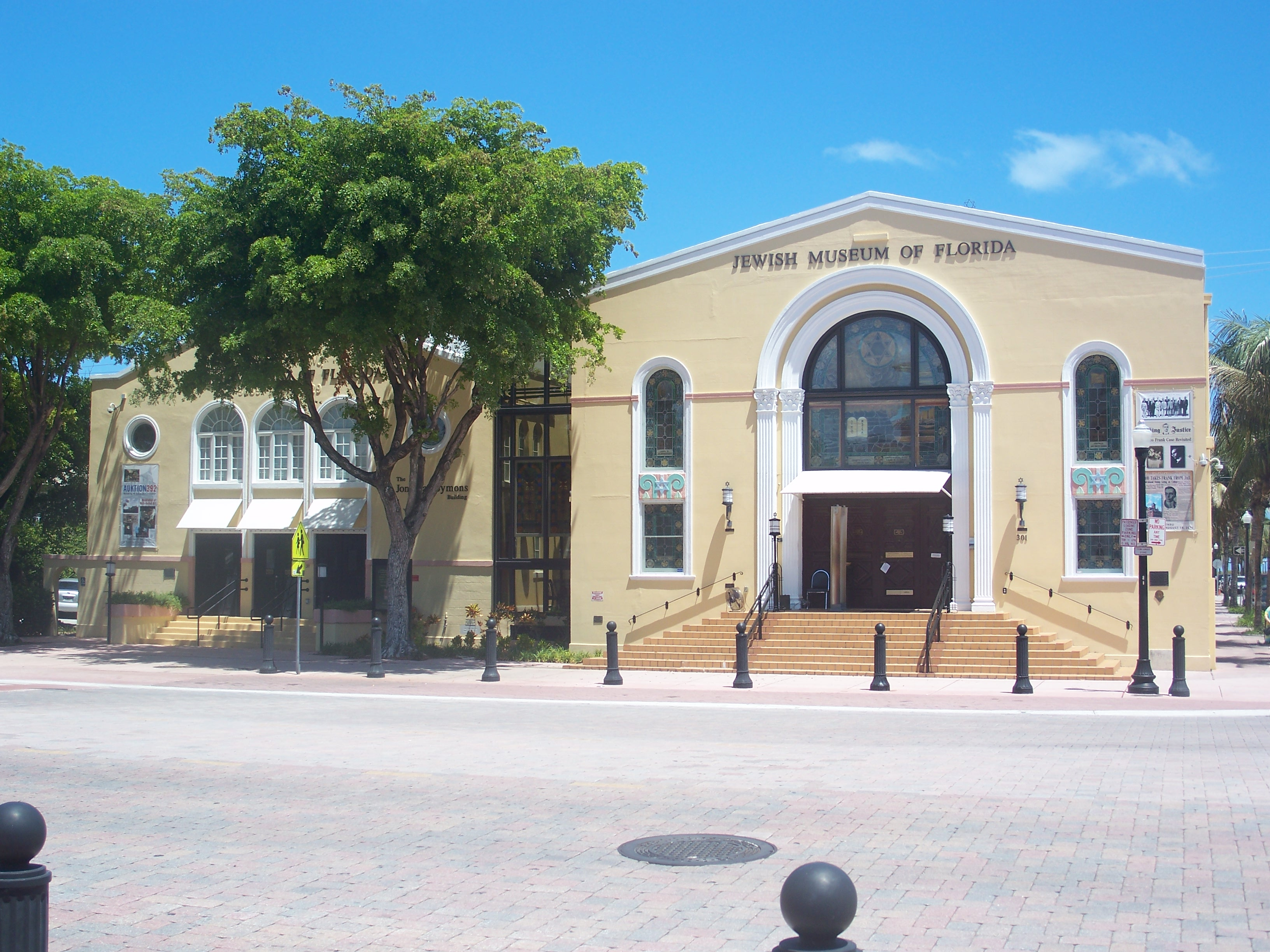
Jewish Museum of Florida-FIU

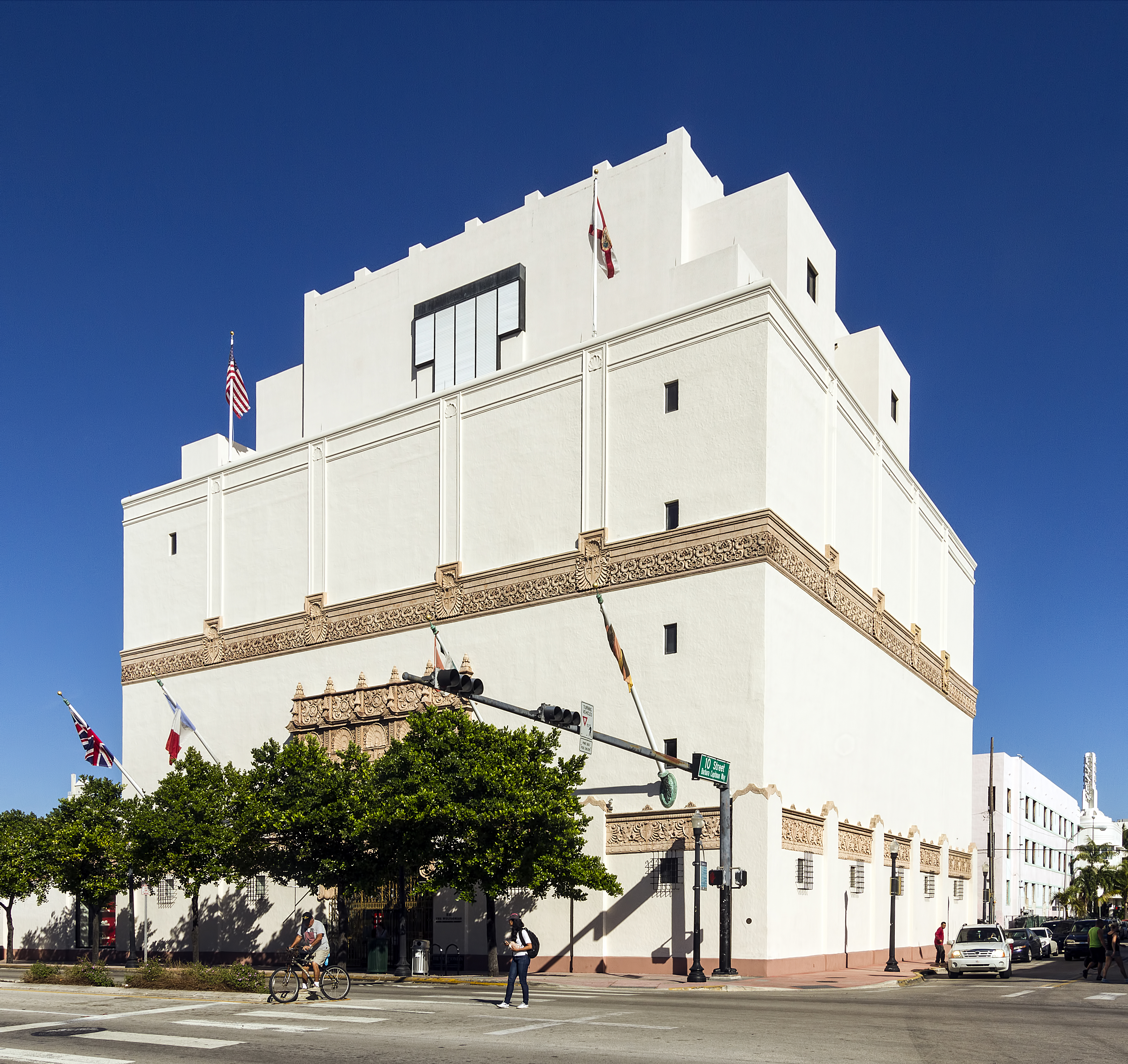
The Wolfsonian-FIU Museum